# José García Vidal
José García Vidal (Pego, 15 de febrer de 1865 - Alacant 2 de desembre de 1916) fou un advocat i polític valencià. Llicenciat en dret a la Universitat de València, pertanyia a una família benestant. Membre de l'escissió "demòcrata" del Partit Liberal Fusionista (liderada per José Canalejas y Méndez, fou escollit diputat de la Diputació d'Alacant pel districte Cocentaina-Pego a les eleccions de 1901, 1905, 1913 i 1915. El 18 de maig de 1916 fou escollit president de la Diputació d'Alacant, però va morir el 2 de desembre del mateix any d'un infart a l'Hotel Simón d'Alacant.